# 633
Évszázadok: 6. század – 7. század – 8. század
Évtizedek: 580-as évek – 590-es évek – 600-as évek – 610-es évek – 620-as évek – 630-as évek – 640-es évek – 650-es évek – 660-as évek – 670-es évek – 680-as évek
Évek: 628 – 629 – 630 – 631 –  632 – 633 – 634 – 635 – 636 – 637 – 638

## Események

### Európa
- Penda merciai, és Cadwallon gwyneddi királyok a Hatfield Chase-i csatában legyőzik Bernicia seregét. A csatában elesik Edwin berniciai király és két felnőtt fia közül az egyik; a másik fia fogságba esik és hamarosan kivégzik. Edwin két királyságát pogány felnőtt rokonai öröklik, Berniciát Eanfrith, Deirát pedig Osric. Özvegye, Æthelburh többi gyerekével szülőföldjére, Kentbe menekül; elkíséri őt Paulinus yorki püspök, aki Kentben megkapja a rochesteri püspöki széket.
- A negyedik toledói zsinaton szabályozzák a királyválasztást, egységesítik a liturgiát a Vizigót Királyságban, szigorú büntetést rónak ki az átkeresztelkedett, de régi vallásukba visszatérő zsidókra; és kimondják hogy a király ellen lázadók kiközösítendők és kivégzendők.

### Arábia
- Abu Bakr kalifa a Ridda-háborúk keretében meghódoltatja a jemeni Kinda törzset, így nyárra az egész Arab-félsziget az uralma alá kerül.
- A kalifa megbízásából Hálid ibn al-Valíd 18 ezres seregével betör a Szászánida Birodalomhoz tartozó Dél-Mezopotámiába területére és Kazimában (a mai Kuvait) a láncok csatájában legyőzi a perzsákat. Ezután Hálid az Eufrátesz mentén haladva megnyer további három csatát és júniusra elfoglalja Hírát, Anbart és számos kisebb várost. Átvonul Észak-Arábiába hogy megsegítsen egy lázadó arab törzsek által veszélyeztetett másik muszlim hadvezért, majd visszatérve Mezopotámiába novemberben három csatában megveri az erősítésként érkező újabb perzsa csapatokat. A szászánida főváros, Ktésziphón gyakorlatilag védtelen marad, de Hálid előbb felgöngyölíti a maradék ellenállást a várostól délre és nyugatra.

## Születések
- II. Klodvig, frank király
- Wilfrid, yorki püspök

## Halálozások
- Edwin, berniciai király

## Fordítás
- Ez a szócikk részben vagy egészben  a(z)   633 című angol Wikipédia-szócikk ezen változatának fordításán alapul.  Az eredeti cikk szerkesztőit annak laptörténete sorolja fel. Ez a jelzés csupán a megfogalmazás eredetét és a szerzői jogokat jelzi, nem szolgál a cikkben szereplő információk forrásmegjelöléseként.